# STS-42
STS-42 (ang. Space Transportation System) – czternasta misja wahadłowca kosmicznego Discovery i czterdziesta piąta programu lotów wahadłowców.

## Załoga
źródło dla sekcji
- Ronald Grabe (3)*, dowódca
- Stephen Oswald (1), pilot
- Norman E. Thagard (4), specjalista misji 1
- David Hilmers (4), specjalista misji 3
- William „Bill” Readdy (1), specjalista misji 2
- Roberta L. Bondar (1), specjalista ładunku 1 (CSA)
- Ulf Merbold (2), specjalista ładunku 2 (ESA, Niemcy)

*(liczba w nawiasie oznacza liczbę lotów odbytych przez każdego z astronautów)

## Parametry misji
- Masa:
  - startowa orbitera: 110 400 kg
  - lądującego orbitera: 98 890 kg
  - ładunku: 13 066 kg
- Perygeum: 291 km
- Apogeum: 307 km
- Inklinacja: 57,0°
- Okres orbitalny: 90,5 min

## Cel misji
Lot naukowy, w ramach którego przeprowadzono eksperymenty w laboratorium Spacelab IML-1 (International Microgravity Laboratory).